# Oliver Weerasinghe

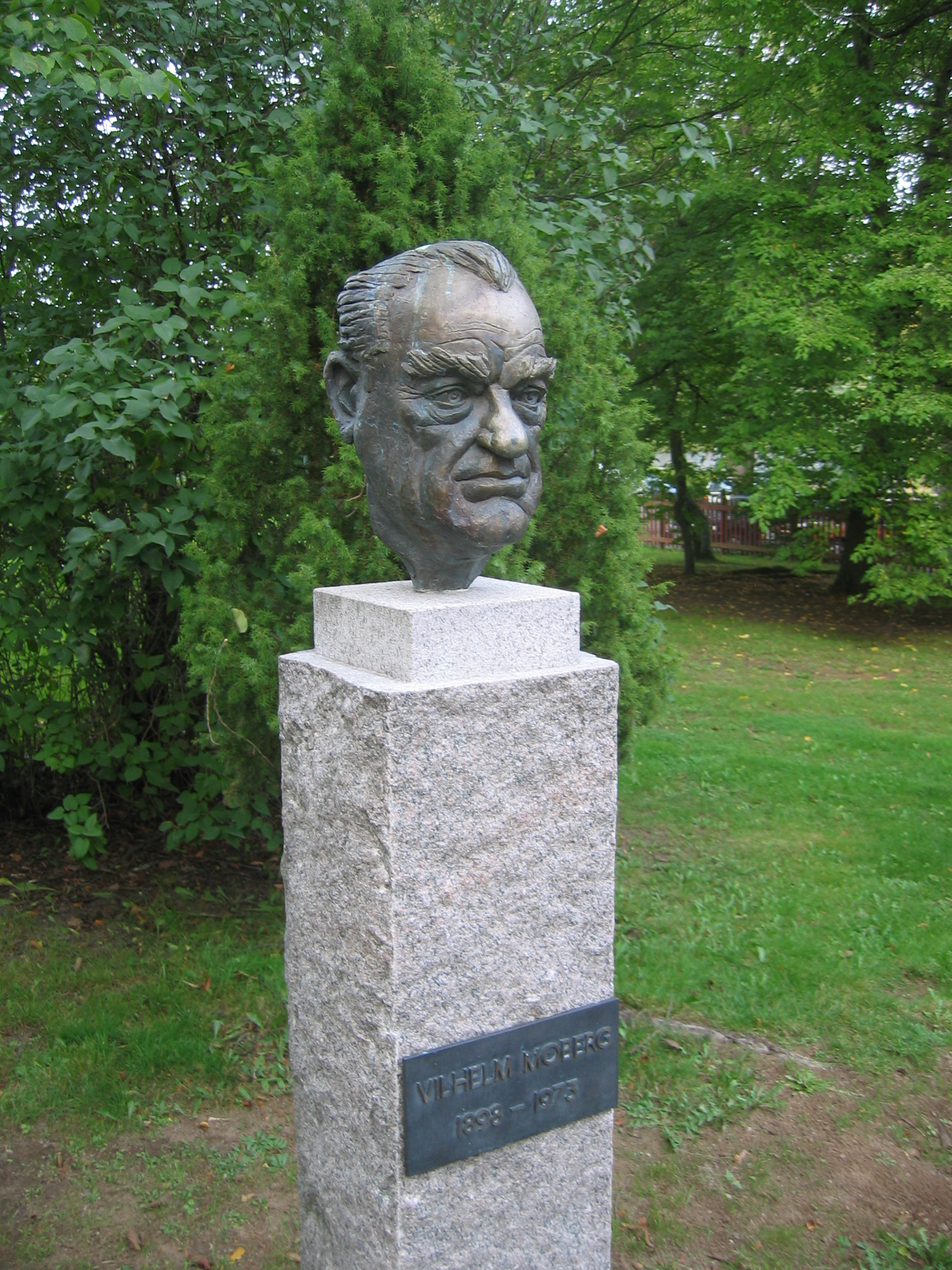
Wilhelm Mobergs byst i Växjö utförd av Weerasinghe.

Oliver Rex Weerasinghe, född 20 juni 1933 i Nawalapitiya, Colombo, Sri Lanka, är en Sri Lankesisk-svensk skulptör, tecknare och konsthantverkare.
Han är son till lokföraren Arnold Weerasinghe och läraren Jennet de Silva och från 1962 gift med terapeuten Inger Lena Kjellsdotter. Efter att Weerasinghe utbildat sig till arkitekt vid Colombo Polytechnic University 1954–1958 flyttade han till England där han studerade konst för Peter Blake och skulptören Sir Anthony Caro vid Central Saint Martins College of Art and Design 1958–1963. Han gjorde sig på kort tid känd som en skicklig porträttskulptör av bemärkta personer där han bland annat avbildade Sri Lankas förre premiärminister Senanayake och Douglas Fairbanks jr. samt efter foton Lord Mountbatten, Bertrand Russel och Drottning Louise av Sverige. Genom sitt äktenskap fick han en anknytning till Sverige och efter att han bosatte sig här arbetade han först en tid i Olle Larssons keramikverkstad i Laholm. Han flyttade därefter till Malmö där han var verksam vid Elbogen Keramiks ateljé innan han etablerade en egen ateljé. I Sverige har han utfört skulpturarbeten för kyrkor och ett flertal porträttbyster av bland annat Wilhelm Moberg i brons som är placerad utanför Utvandrarnas hus, Emigrantinstitutet i Växjö, skådespelaren Max von Sydow, Sri Lankas President Ranasinghe Premadasa och Max Walter Svanberg för Malmö museum. Bland hans friskulpturer märks Våryra i Väckelsång, Abbekåsagåsen Joakim i Abbekås hamn, Christina Nilsson och "Fredsfågel" i Tingsryd samt "Räven" i Rävemåla. Han medverkade i ett flertal utställningar bland annat i Colombo 1955–1958, Society of Portrait Sculptors salonger i London 1960–1966 och på ett flertal gallerier runt om i Sverige och internationellt.